# メーワーリー語
メーワーリー語（メーワーリーご、英: Mewari language）はインド語派に属するラージャスターン語の主要な方言のひとつである。メーワール語とも呼ばれる。インドのラージャスターン州のメーワール地方で話されている。メーワーリー語の話者数はおよそ500万人である。

## 関連項目

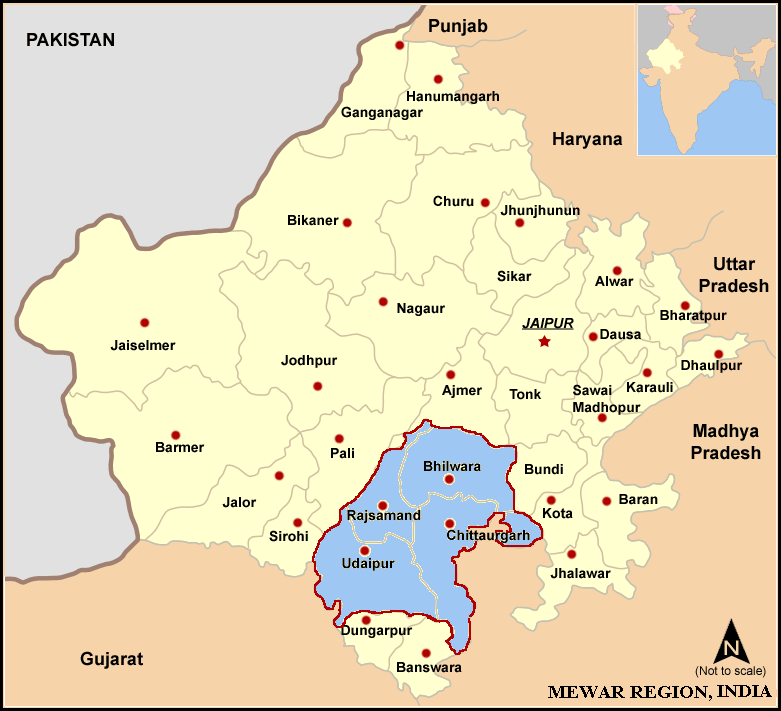
ラージャスターン州、メーワール地方

## 言語名別称
- メーワール語
- メワール語
- メワーリー語
- Mewadi
- Eastern Marwari

## 方言
- Khairari (mtr-kha)
- Gorawati (mtr-gor)
- Sarwari (mtr-sar)